# Міра Малера
Міра Малера {\displaystyle M(p)} для многочлена {\displaystyle p(z)} з комплексними коефіцієнтами визначається як
{\displaystyle M(p)=|a|\prod _{|\alpha _{i}|\geq 1}|\alpha _{i}|=|a|\prod _{i=1}^{n}\max\{1,|\alpha _{i}|\},}
де {\displaystyle p(z)} розкладається в полі комплексних чисел {\displaystyle \mathbb {C} } на множники
{\displaystyle p(z)=a(z-\alpha _{1})(z-\alpha _{2})\cdots (z-\alpha _{n}).}
Міру Малера можна розглядати як вид функції висоти. Використовуючи формулу Єнсена, можна показати, що ця міра еквівалентна середньому геометричному чисел {\displaystyle |p(z)|} для {\displaystyle z} на одиничному колі (тобто, {\displaystyle |z|=1}):
{\displaystyle M(p)={\color {Green}\exp }\left({\frac {1}{2\pi }}\int _{0}^{2\pi }{\color {Green}\ln }(|p(e^{i\theta })|)\,d\theta \right).}
У ширшому значенні міра Малера для алгебричного числа {\displaystyle \alpha } визначається як міра Малера мінімального многочлена від {\displaystyle \alpha } над {\displaystyle \mathbb {Q} }. Зокрема, якщо {\displaystyle \alpha } є числом Пізо або числом Салема, то міра Малера дорівнює просто {\displaystyle \alpha }.
Названо на честь математика Курта Малера.

## Властивості
- Міра Малера є мультиплікативною: {\displaystyle \forall p,q,\,\,M(p\cdot q)=M(p)\cdot M(q),} де {\displaystyle \forall } — квантор загальності .
- {\displaystyle M(p)=\lim _{\tau \rightarrow 0}\|p\|_{\tau }}, де середнє степеневе {\displaystyle \|p\|_{\tau }=\left({\frac {1}{2\pi }}\int _{0}^{2\pi }|p(e^{i\theta })|^{\tau }\,d\theta \right)^{1/\tau }} є нормою {\displaystyle L_{\tau }} для многочлена {\displaystyle p}[1].
- (Теорема Кронекера[en]) Якщо {\displaystyle p} -незвідний нормований (старший коефіцієнт — 1) цілочисельний многочлен із {\displaystyle M(p)=1}, то або {\displaystyle p(z)=z}, або {\displaystyle p} є коловим многочленом.
- (Гіпотеза Лемера[en]) Якщо існує стала {\displaystyle \mu >1}, така, що, якщо {\displaystyle p} є незвідним цілочисельним многочленом, то або {\displaystyle M(p)=1}, або {\displaystyle M(p)>\mu }.
- Міра Малера нормованого цілого многочлена є числом Перрона.

## Міра Малера від кількох змінних
Міра Малера {\displaystyle M(p)} для многочлена з кількома змінними {\displaystyle p(x_{1},\ldots ,x_{n})\in \mathbb {C} [x_{1},\ldots ,x_{n}]} визначається за аналогічною формулою:
{\displaystyle M(p)=\exp \left({\frac {1}{(2\pi )^{n}}}\int _{0}^{2\pi }\int _{0}^{2\pi }\cdots \int _{0}^{2\pi }\log {\Bigl (}{\bigl |}p(e^{i\theta _{1}},e^{i\theta _{2}},\ldots ,e^{i\theta _{n}}){\bigr |}{\Bigr )}\,d\theta _{1}\,d\theta _{2}\cdots d\theta _{n}\right).}
Ця міра зберігає всі три властивості міри Малера для многочлена від однієї змінної.
Показано, що в деяких випадках міра Малера від кількох змінних пов'язана зі спеціальними значеннями дзета-функцій і {\displaystyle L}-функцій. Наприклад, 1981 року Сміт довів формули
{\displaystyle m(1+x+y)={\frac {3{\sqrt {3}}}{4\pi }}L(\chi _{-3},2),}
де {\displaystyle L(\chi _{-3},s)} — L-функція Діріхле, і
{\displaystyle m(1+x+y+z)={\frac {7}{2\pi ^{2}}}\zeta (3)} ,
де {\displaystyle \zeta } — дзета-функція Рімана. Тут {\displaystyle m(P)=\log {M(P)}} називають логарифмічною мірою Малера.

### Теорема Лоутона
За визначенням міра Малера сприймається як інтеграл многочлена за тором (див. гіпотезу Лемера). Якщо {\displaystyle p} перетворюється на нуль на торі {\displaystyle (S^{1})^{n}}, то збіжність інтеграла, який визначає {\displaystyle M(p)}, не очевидна, але відомо, що {\displaystyle M(p)} збігається і дорівнює межі міри Малера від однієї змінної, що висловив у вигляді гіпотези Бойд .
Нехай {\displaystyle \mathbb {Z} } позначає цілі числа, визначимо {\displaystyle \mathbb {Z} _{+}^{N}=\{r=(r_{1},\dots ,r_{N})\in \mathbb {Z} ^{N}:r_{j}\geq 0\ {\text{для}}\ 1\leq j\leq N\}} . Якщо {\displaystyle Q(z_{1},\dots ,z_{N})} є многочленом від {\displaystyle N} змінних та {\displaystyle r=(r_{1},\dots ,r_{N})\in \mathbb {Z} _{+}^{N}}, то нехай многочлен {\displaystyle Q_{r}(z)} від однієї змінної визначається як
{\displaystyle Q_{r}(z):=Q(z^{r_{1}},\dots ,z^{r_{N}}),}
а {\displaystyle q(r)} — як
{\displaystyle q(r):={\text{min}}\{H(s):s=(s_{1},\dots ,s_{N})\in \mathbb {Z} ^{N},s\neq (0,\dots ,0)\ {\text{and}}\ \sum _{j=1}^{N}s_{j}r_{j}=0\}} ,
де {\displaystyle H(s)={\text{max}}\{|s_{j}|:1\leq j\leq N\}}.
Теорема (Лоутона): нехай {\displaystyle Q(z_{1},\dots ,z_{N})} є многочленом від N змінних із комплексними коефіцієнтами — тоді істинна така границя (навіть якщо порушити умову {\displaystyle r_{i}\geq 0}):
{\displaystyle \lim _{q(r)\rightarrow \infty }M(Q_{r})=M(Q)}

### Пропозиція Бойда
Бойд запропонував твердження, загальніше, ніж наведена вище теорема. Він вказав на те, що класична теорема Кронекера, яка характеризує нормовані многочлени з цілими коефіцієнтами, корені яких лежать усередині одиничного кола, може розглядатися як опис многочленів однієї змінної, міра Малера для яких точно дорівнює 1, і на те, що цей результат можна поширити на многочлени кількох змінних.
Нехай розширений круговий многочлен визначатиметься як многочлен вигляду
{\displaystyle \Psi (z)=z_{1}^{b_{1}}\dots z_{n}^{b_{n}}\Phi _{m}(z_{1}^{v_{1}}\dots z_{n}^{v_{n}}),}
де {\displaystyle \Phi _{m}(z)} — коловий многочлен степеня m, {\displaystyle v_{i}} — цілі числа, а {\displaystyle b_{i}=\max(0,-v_{i}\deg \Phi _{m})} вбрано найменшим, так що {\displaystyle \Psi (z)} є многочленом від {\displaystyle z_{i}}. Нехай {\displaystyle K_{n}} — множина многочленів, які є добутком одночленів {\displaystyle \pm z_{1}^{c_{1}}\dots z_{n}^{c_{n}}} та розширеного колового многочлена. Тоді виходить така теорема.
Теорема (Бойда): нехай {\displaystyle F(z_{1},\dots ,z_{n})\in \mathbb {Z} [z_{1},\ldots ,z_{n}]} — многочлен із цілими коефіцієнтами, тоді {\displaystyle M(F)=1,} тільки коли {\displaystyle F} є елементом {\displaystyle K_{n}}.
Це наштовхнуло Бойда на думку розглянути такі множини:
{\displaystyle L_{n}:={\bigl \{}m(P(z_{1},\dots ,z_{n})):P\in \mathbb {Z} [z_{1},\dots ,z_{n}]{\bigr \}},}
та об'єднання {\displaystyle {L}_{\infty }=\bigcup _{n=1}^{\infty }L_{n}}. Він висунув більш «просунуту» гіпотезу, що множина {\displaystyle {L}_{\infty }} є замкнутою підмножиною {\displaystyle \mathbb {R} }. З істинності цієї гіпотези негайно випливає істинність гіпотези Лемера, хоч і без явної нижньої межі. Оскільки з результату Сміта випливає, що {\displaystyle L_{1}\subsetneqq L_{2}}, Бойд пізніше висловив гіпотезу, що
{\displaystyle L_{1}\subsetneqq L_{2}\subsetneqq L_{3}\subsetneqq \ \cdots \,.}